# Dahme (Holsten)
 For alternative betydninger, se Dahme. (Se også artikler, som begynder med Dahme)
Dahme er en by og kommune i det nordlige Tyskland, beliggende under Kreis Østholsten. Kreis Østholsten ligger i delstaten Slesvig-Holsten. Dahme er en kur- og badeby ved Østersøen, der ligger omkring 20 km nordøst for Neustadt in Holstein og knap 15 km (luftlinje) sydøst for Oldenburg in Holstein, syd for østenden af Oldenburger Graben.
Kommunen ligger i det idylliske landskab Wagriens nordveststrand ud til Lübeck Bugt, mellem Grube og Kellenhusen. Mod vest løber Bundesstraße 501 fra Neustadt i retning mod Fehmarn.

## Forvaltning
Dahme hørte fra 1889 til 2006 til det daværende Amt Grube. Siden da har Dahme og kommunerne Grube og Kellenhusen dannet et verwaltungsgemeinschaft med Grömitz, hvor administrationen er placeret.

## Erhvervsliv
Med er en flere kilometer lang sandstrand med en let tilgængelig promenade, mere end 60.000 badegæster og 800.000 overnatninger om året, er turisme den vigtigste indtægtskilde i kommunen.